# Laurence Delasaux
Laurence Delasaux (* 31. Mai 1985 in Kingston upon Hull) ist ein ehemaliger englischer Squashspieler. 

## Karriere
Laurence Delasaux war von 2005 bis 2011 auf der PSA World Tour aktiv und gewann auf dieser sechs Titel. Seine beste Platzierung in der Weltrangliste erreichte er mit Rang 65 im Oktober 2010. In seiner Zeit bei den Junioren wurde er 2004 Europameister der U19.

## Erfolge
- Gewonnene PSA-Titel: 6